# MBASIC
MBASIC — реализация Microsoft BASIC для операционной системы CP/M. MBASIC является потомком оригинального интерпретатора Altair BASIC, который был одним из первых продуктов Microsoft.

## Язык
MBASIC была одной из двух версий BASIC в комплекте с компьютером Osborne 1. Имя «MBASIC» происходит от имени файла диска MBASIC.COM — интерпретатора BASIC.

## Аппаратная среда
Для 5-й версии MBASIC требовалась система CP/M с не менее 28 кБ оперативной памяти (RAM) и хотя бы одним дисководом. MBASIC в ненастроенной форме не имел функций для графики, цвета, джойстиков, мышей, последовательного порта, сети, звука и даже работы в режиме реального времени и функции часов. MBASIC не полностью поддерживал функции операционной системы CP/M, например, он не поддерживал организацию файлов на дискете. Помимо этих ограничений, MBASIC в то время считался полезной реализацией BASIC.